# Pråmsjön
Pråmsjön är en sjö i Kils kommun i Värmland och ingår i Göta älvs huvudavrinningsområde. Sjön är 8 meter djup, har en yta på 1,67 kvadratkilometer och befinner sig 84 meter över havet.

## Delavrinningsområde
Pråmsjön ingår i det delavrinningsområde (661200-135160) som SMHI kallar för Utloppet av Pråmsjön. Medelhöjden är 94 meter över havet och ytan är 8,78 kvadratkilometer. Räknas de 2 avrinningsområdena uppströms in blir den ackumulerade arean 19,52 kvadratkilometer. Vattendraget som avvattnar avrinningsområdet har biflödesordning 4, vilket innebär att vattnet flödar genom totalt 4 vattendrag innan det når havet efter 298 kilometer. Avrinningsområdet består mestadels av skog (27 procent), öppen mark (14 procent) och jordbruk (30 procent). Avrinningsområdet har 1,65 kvadratkilometer vattenytor vilket ger det en sjöprocent på 18,7 procent.